# Marockos herrlandslag i ishockey
Marockos herrlandslag i ishockey representerar Marocko i ishockey på herrsidan och kontrolleras av Marockos ishockeyförbund, och hemmarinken finns i Rabat.

## Historik
I juni 2008 medverkade Marocko i Arab Cup of Ice Hockey i Abu Dhabi, där även Algeriet, Förenade Arabemiraten och Kuwait deltog. Marocko spelade sin första match den 16 juni 2008, och förlorade med 0-9 mot Förenade Arabemiraten. Marockos första mål gjordes av Yassin Ahrazem, med tröjnummer 23, mot Kuwait. Den 22 maj 2010 blev Marocko associerad medlem av IIHF.

### Fotnoter
1. ↑  ”Welcome Morocco”. iihf.com. 22 maj 2010. Arkiverad från originalet den 29 maj 2010. https://web.archive.org/web/20100529161940/http://www.iihf.com/home-of-hockey/news/news-singleview/article/welcome-morocco.html. Läst 24 maj 2010.